# Popigaj

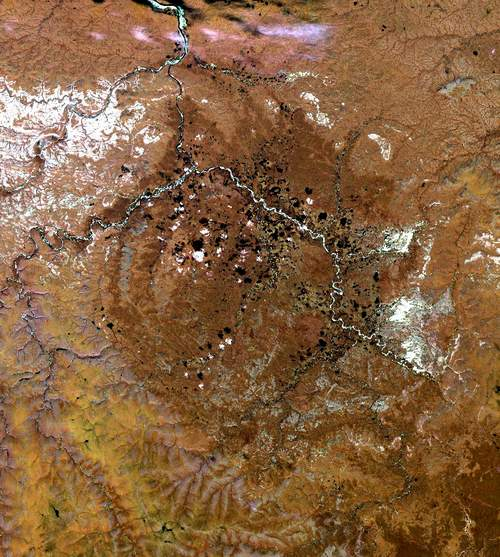
Popigajkratern

Popigaj (ryska: Попигай) är en flod och en asteroidkrater i norra Sibirien i Ryssland. Popigajfloden är 532 km lång och rinner ut i Laptevhavet, en del av Norra ishavet.
Popigajkratern (71°39′N 111°11′Ö / 71.650°N 111.183°Ö) ligger vid Popigajfloden och är jordens sjunde största kända asteroidkrater med cirka 100 km diameter. Den bildades vid ett nedslag av en asteroid för 35 miljoner år sedan.
Man har upptäckt en enorm fyndighet av diamanter inne i kratern. Diamanterna bildades när kol utsattes för extrema tryck och temperaturer vid asteroidnedslaget. Man bedömer att det kan finnas hundratusentals ton diamanter. De är mestadels små och passar för industridiamanter. Man bedömer att fyndigheten ensamt räcker för världens behov av industridiamanter i 3000 år.